# La Grande (Oregón)
La Grande es una ciudad ubicada en el condado de Union en el estado estadounidense de Oregón. En el año 2006 tenía una población de 12,540 habitantes y una densidad poblacional de 1,094.1 personas por km².

## Geografía
La Grande se encuentra ubicada en las coordenadas 45°19′38″N 118°5′36″O / 45.32722, -118.09333.

## Demografía
Según la Oficina del Censo en 2000 los ingresos medios por hogar en la localidad eran de $31,576, y los ingresos medios por familia eran $40,508. Los hombres tenían unos ingresos medios de $32,746 frente a los $21,930 para las mujeres. La renta per cápita para la localidad era de $16,550. Alrededor del 15.2% de la población estaban por debajo del umbral de pobreza.